# Лоу
Вижте пояснителната страница за други значения на Лоу.
Лоу (на английски: Low Island) е седмият по големина остров в Южните Шетландски острови, разположени в крайната югозападна част на Атлантическия океан. Остров Лоу се намира в крайната югозападна част на архипелага, като широкия 22,5 km проток Осмар го отделя от разположения северно от него остров Смит. Дължина 16 km, ширина 13,5 km, площ 181,2 km². Бреговата му линия с дължина 63,9 km е силно разчленена от множество малки заливчета и полуострови. Релефът е предимно равнинен и целият остров с малки изключения е покрит с дебел леден щит.
Островът е открит на 2 февруари 1821 г. от американски ловци на тюлени и е наименуван Low („нисък“) поради ниския си релеф за разлика от останалите острови в архипелага, или, което е по-вероятно в чест на Едуард Лоу, капитан на кораба „Естер“.

## Карта
- Л. Иванов. Антарктика: Остров Ливингстън и острови Гринуич, Робърт, Сноу и Смит. Топографска карта в мащаб 1:120000. Троян: Фондация Манфред Вьорнер, 2009. ISBN 978-954-92032-4-0 (Допълнено второ издание 2010. ISBN 978-954-92032-8-8)